# Anthidium luctuosum
Anthidium luctuosum is een vliesvleugelig insect uit de familie Megachilidae. De wetenschappelijke naam van de soort is voor het eerst geldig gepubliceerd in 1894 door Gribodo.